# گوکسل کورتای
گوکسل کورتای (انگلیسی: Göksel Kortay؛ زادهٔ ۶ آوریل ۱۹۳۹) هنرپیشه، ترجمه اهل ترکیه است. وی بین سال‌های ۱۹۶۲ تا ۲۰۰۵ میلادی فعالیت می‌کرد.
گوکسل در ۱۶ فروردین ۱۳۱۸ در استانبول ترکیه متولد شد. او پس از فارغ التحصیلی از دانشگاه رابرت کالج برنده بورس تحصیلی شد و به ایالات متحده آمریکا رفت و تحصیلات خود را در آنجا ادامه داد. او در رشته تئاتر و تلویزیون در دانشگاه بوستون با مدرک کارشناسی و کارگردانی فارغ التحصیل شد. کورتای همچنین موفق شد از دانشگاه میشیگان دیپلم زبان و ادبیات انگلیسی را دریافت کند.